# Ferraris-Sensor
Der Ferraris-Sensor (auch Ferraris-Beschleunigungssensor oder Relativbeschleunigungs-Sensor) ist ein Beschleunigungssensor, der berührungslos die relative Beschleunigung zweier Bauteile zueinander nach dem Wirbelstromprinzip misst, das von Galileo Ferraris entdeckt wurde.
Der Ferraris-Sensor wurde von Lothar Wilhelmy als Drehbeschleunigungs-Sensor für die Antriebstechnik entwickelt und zusammen mit Bernhard  Hiller an unterschiedliche Messaufgaben angepasst. Der Ferraris-Sensor hat kein Feder-Masse-System wie andere Beschleunigungssensoren und ist deshalb unabhängig von der Zentrifugal- und der Erdbeschleunigung.
Eingesetzt wird der Ferraris-Sensor auf Prüfständen zur Systemanalyse, Untersuchung von Torsionsschwingungen und zur Verbesserung der Regelung von hochdynamischen Servoantrieben in Druckmaschinen, Linearantrieben und Robotern.

## Funktionsweise

Schema eines Ferraris-Sensors, Der Abstand zwischen Magnet (grün) und Wirbelstromplatte (grau) ist vergrößert.

Das bewegte Bauteil enthält einen nicht magnetischen, elektrisch leitfähigen Körper, dessen Geschwindigkeitsänderung (d. h. Beschleunigung) gemessen werden soll, meist aus Aluminium oder Kupfer:
- bei der Messung einer Drehbeschleunigung ist das eine Scheibe
- bei der Messung einer Linearbeschleunigung ein Blechstreifen.

Ein Dauermagnet erzeugt ein zeitlich konstantes, räumlich begrenztes Magnetfeld senkrecht zur Bewegungsrichtung. Dadurch werden im bewegten Körper Wirbelströme i erzeugt. Sie rufen sekundäre Magnetfelder hervor (im Bild gestrichelt), deren Stärke mit der Geschwindigkeit wächst. Diese Änderung induziert wiederum eine Spannung in der Aufnehmerspule. Da die Spule nur die Änderungen des Magnetfelds detektiert, ist die induzierte Spannung u proportional zur Beschleunigung {\displaystyle {\dot {v}}}:
{\displaystyle u\propto {\dot {v}}}

## Vorteile
Der Ferraris-Sensor misst die relative Beschleunigung. Das macht ihn für den Einsatz in mehrachsigen Robotern und Werkzeugmaschinen interessant, wo sonst die Erdbeschleunigung in Berechnungen mit berücksichtigt werden muss.
Er hat eine hohe Linearität und ein hohes Signal-Rausch-Verhältnis.
In digitalen Servoantrieben kann die direkte Messung der Beschleunigung als Rückkoppelsignal (z. B. zur Systemdämpfung) oder zum Aufbau einer unterlagerten Beschleunigungsregelung verwendet werden, die eine deutliche Erhöhung der Störsteifigkeit und Dynamik ermöglicht. Darüber hinaus ist durch Integration eine gering quantisierte Geschwindigkeit berechenbar.

## Nachteile
Nachteilig ist Verlustleistung, die wie bei Wirbelstrombremsen die Scheibe oder das Blech erwärmt. Bei steigender Geschwindigkeit verliert der Sensor außerdem seine Empfindlichkeit.